# Magharat az-Zuttijja
Magharat az-Zuttijja, Mugharet el-Zuttiyeh (arab. مغارة الزطية; hebr. מערת זוטייה) – jaskinia położona na obszarze Wadi Ammud w Galilei w Izraelu. Paleolityczne stanowisko archeologiczne.

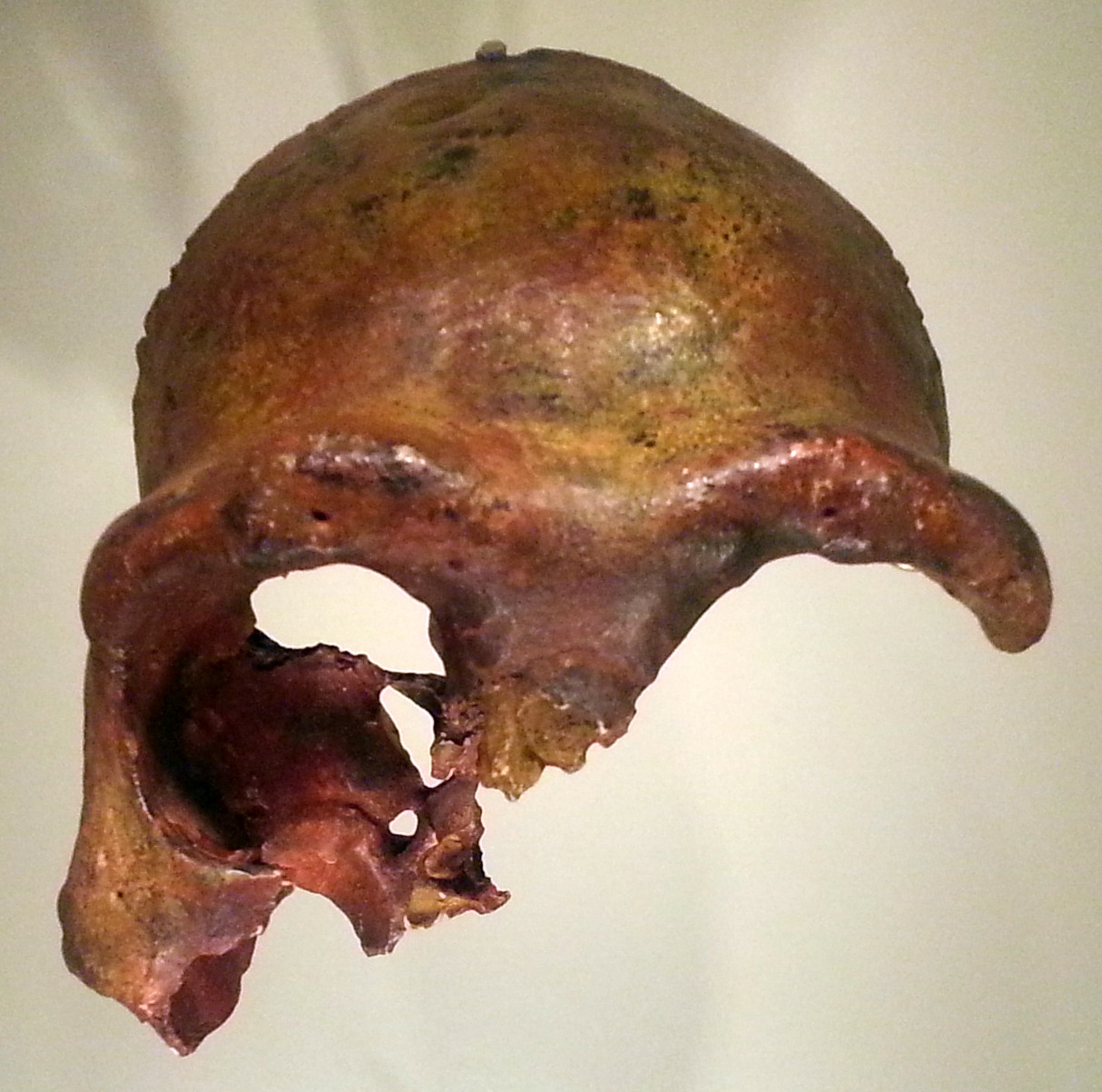
Czaszka z Magharat az-Zuttijja

Położona w odległości 3,5 km na północ od Jeziora Galilejskiego jaskinia została przebadana po raz pierwszy w latach 1926–1927 przez Francisa Turville-Petre, który odnalazł w niej pierwsze na terenie Azji Zachodniej szczątki człowieka prehistorycznego: czaszkę z kompletną kością czołową i częściowo zachowaną kością jarzmową. Pozycja taksonomiczna datowanej na 300–200 tys. lat temu czaszki jest niepewna. Początkowo przypisywano jej cechy neandertalskie, obecnie uważa się ją za należącą do archaicznego przodka Homo sapiens i związaną z okresem kultury aszelsko-jabrudzkiej.